# Станислав Глебович
Станисла́в Гле́бович (ум. после 1513) — государственный деятель Великого княжества Литовского из рода Глебовичей герба «Лелива». Наместник мерецкий в 1492—1495, маршалок господарский в 1492—1511, наместник витебский в 1495—1501, браславский с 1501, полоцкий с 1502, воевода полоцкий (1502—1503, 1504—1513).

## Биография
Сын воеводы смоленского и дорогобужского Глеба Вежевича и Анны Милохны Рачковны.
Активный защитник интересов Великого княжества Литовского в спорах с московским княжеством за русские земли. Последовательно служил трём великим князьям Казимиру IV, Александру Ягеллону и Сигизмунду I. Пользовался особым доверием великого князя литовского Александра Ягеллона, был постоянным членом его совета.
Известный дипломат, пять раз участвовал в посольствах к великому князю московскому в 1492, 1499, 1503, 1504 и 1511 года, в том числе, один раз от имени Сигизмунда I. Станиславу Глебовичу приписывают важную роль в окончании русско-литовской войны 1487—1494 и успешном решение вопроса о заключении брака между великим князем литовским Александром Ягеллоном и Еленой Ивановной, дочерью великого князя московского Ивана III Васильевича и Софии Палеолог (1494).
Некоторое время был в ссоре с Александром Ягеллоном, однако в 1505 году перешёл от оппозиции к его сторонникам, за что Александр наградил его новыми поместьями и другими дарами. Станислав Глебович принимал участие в сражениях в московскими войсками под Псковом в ходе русско-литовской войны 1507—1508 годов, командуя отрядом полоцкой шляхты и пятью тысячами наемников из Чехии и Германии.

## Семья
Был женат на Софье Корчевской, от которой имел четырех или пятерых детей:
- Яна;
- Николая;
- Елизавету (Эльжбету) — жену Ивана Сапеги, воеводы подляшского;
- Катерину (Катажину), жену витебского воеводы Матея Войтеховича Клочко ;
- неизвестную по имени дочь.